# 应天门之变
应天门之变（日语：／）是发生在貞觀8年（公元866年）平安時代早期的政治事件。

## 概览
应天门之变是一场发生在日本貞觀8年，由一场火灾引起，朝中重臣各派互相攻击诬陷，最后变成各派清除敌对势力，清和天皇的外祖父藤原良房成功把持朝政的历史事件。
866年，应天门失火，官任大納言的伴善男诬告称左大臣源信为纵火主谋，时任太政大臣的藤原良房感觉其中有异，上书清和天皇予以彻查，源信被无罪释放。但不久之后，伴善男父子被人揭发为纵火的嫌犯，最终被判处流放。从此，名门望族的大伴氏走向没落，藤原良房成功独揽大权。
这次火灾事件被画师画成《伴大納言繪詞》，與《信貴山緣起》、《源氏物語繪卷》、《鳥獸人物戲畫》合稱為日本的四大繪卷。

## 事件经过
大纳言伴善男和左大臣源信两人关系不好。右大臣藤原良相使源信下台倒位成了左大臣，伴善男便希望自己能够成为右大臣。
其实早在864年，伴善男就已经告发源信意图谋反，但是由于只有传言没有证据，此事不了了之。
两年后，866年4月28日（貞觀8年閏3月10日）、应天门发生纵火事件。朝中顿时大乱，伴善男向右大臣藤原良相告发源信为纵火主谋。由于应天门实为伴善男的家族大伴氏（伴氏）所建造，源信诅咒伴氏纵火。

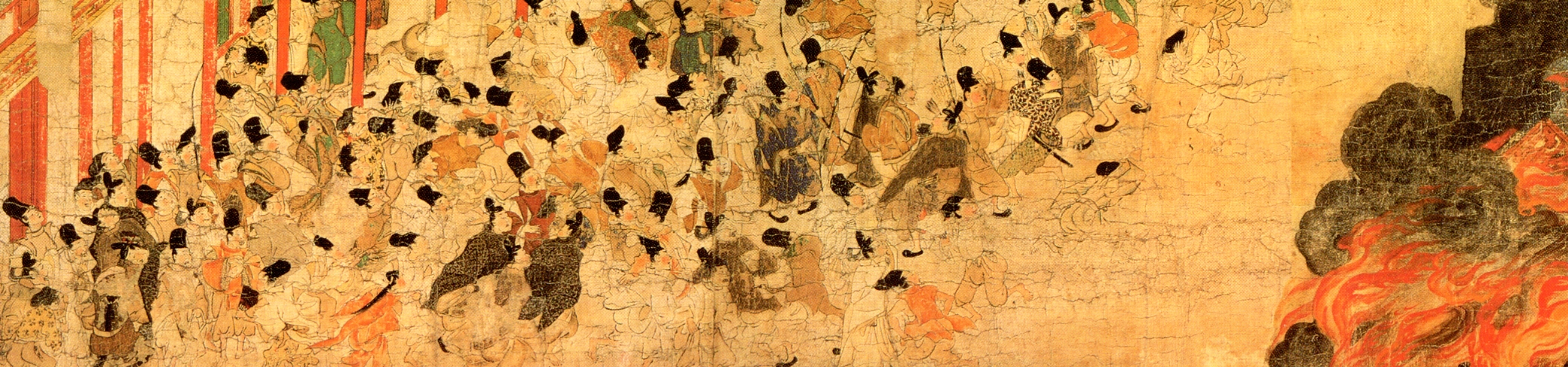
根据伴大納言繪詞，应天門失火的場面

藤原良相派兵逮捕源信，包围了他的府邸。被控告纵火罪的左大臣源信家人们很是绝望哀叹。
然而参议藤原基经将这件事告诉了父亲太政大臣藤原良房，于是良房大感惊讶并上奏清和天皇，为源信辩护。源信被判无罪，于是藤原良相便撤了包围府邸的士兵。
8月3日，任备中国權史生的大宅鹰取称其实伴善男和他的儿子伴中庸才是应天门的纵火犯。鹰取称当日看见善男和中庸、杂色紀豐城三人从应天门前走出来，不久应天门就失火了。但是有人说鹰取是因为其子女被善男的仆从生江恒山所杀才会怀恨在心诬告伴善男，于是鹰取被交给左检非违使。
清和天皇下诏彻查伴善男。伴善男、伴中庸、生江恒山、伴清繩等人相继被捕并被严刑拷打（也有可能是杖刑），但是一干人始终没有承认罪行。
9月22日，朝廷认定伴善男等人为应天门火灾的纵火犯，应被判死罪，但是减罪一等，判处流放。下表为主犯以及连坐犯人流放清单：
| 人物   | 流放地点 |
| ------ | -------- |
| 伴善男 | 伊豆国   |
| 伴中庸 | 隠岐国   |
| 紀豐城 | 安房国   |
| 伴秋実 | 壱岐国   |
| 伴清縄 | 佐渡国   |
| 紀夏井 | 土佐国   |
| 伴河男 | 能登国   |
| 伴夏影 | 越後国   |
| 伴冬満 | 常陸国   |
| 紀春道 | 上總国   |
| 伴高吉 | 下總国   |
| 紀武城 | 日向国   |
| 伴春範 | 薩摩国   |

经过这次事件，藤原良房铲除了异己，完全把持了朝政。由于清理了伴氏，紀氏的重臣，藤原良房顺利地当上了清和天皇的摄政王，从此藤原家族势力扶摇直上。